# ロクハ公園
ロクハ公園（ロクハこうえん）は、滋賀県草津市にある都市公園。公園分類は総合公園である。ここでは、長寿の郷ロクハ荘（ちょうじゅのさとろくはそう）の解説も行う。

## 概要
1978年（昭和53年）より整備を始め、1988年（昭和63年）に供用を開始した。名称は公園内にある緑波池（ろくはいけ）にちなんだものである。
当公園にはプール、多目的広場、野外ステージ 、キャンプ場、スポーツ広場、遊具広場、お花見広場など多くの施設を有する。その一方、供用開始から30年以上が経過しており、プールの老朽化について対応が必要な状況となり、2023年（令和5年）からプール検討委員会による会議が開かれている。
なお、1994年（平成6年）9月に当公園の脇に「長寿の郷ロクハ荘」という高齢者福祉施設が開館している（同施設の詳細は後述）。

## 歴史
- 1978年（昭和53年） - 整備を開始[3]。
- 1988年（昭和63年）7月 - 草津市コミュニティ事業団が運営する施設[7]としてロクハ公園が開園する[6]。
- 1994年（平成6年）9月 - 公園脇に長寿の郷ロクハ荘（高齢者福祉施設）が開館する[6]。
- 1998年（平成10年） - 長寿の郷ロクハ荘の運営を草津市コミュニティ事業団に委託する[7]。
- 1999年（平成11年）7月 - 「デイキャンプの森」を開設する[8]。
- 2006年（平成18年） - ロクハ公園と長寿の郷ロクハ荘を指定管理者制に移行[注 1][7]。
- 2019年（平成31年）3月13日 - 遊具をリニューアル。大型遊具「ふぉれすぽ」を設置[新聞 1]。
- 2021年（令和3年）4月6日 - ウェブ新聞「ロクハの自然」の発行を開始[注 2][10]。
- 2023年（令和5年）7月10日 - ロクハ公園プール検討委員会の会議を初めて開く[5]。以降、不定期に同会を開催。

## 施設

### プール
- 屋内プール
  - 25 mプール    - 長さ：25 m、幅：13 m、水深：110 - 130 cm[エリア 1]

  - 幼児プール    - 長さ：13 m、幅：6 m、水深：40 - 50 cm[エリア 1]

- 屋外プール
  - 流水プール    - 長さ：200 m、幅：8 m、水深：100 cm[エリア 1]

  - スライダープール    - 高さ：8 m、全長：66 m、着水面：65 m2、水深：85 cm[エリア 1]

注記
- スライダープールは1人乗り専用。身長120 cm以下の人は利用することができない。

備考
- 屋内・屋外とも、7月1日 - 8月31日のみ営業
- （プールの）出入口にある建物に草津市公園事務所が入居している。
- 利用時間：9時30分 - 17時00分
- 休場日：月曜（祝日となる日は翌日が休み。ただし、夏休み期間（7月21日 - 8月31日）は無休）

### 野外ステージ
- ステージ - 100 m2[エリア 4]
- 椅子席 - 250 m2（600人収容）[エリア 4]
- 芝生席 - 750 m2（400人収容）[エリア 4]

備考
- ステージの利用は事前予約が必要。
- 付近に多目的広場（くるくるランド（遊具）併設）とピクニック広場があり、外周の路には「さわやかコース」（1周約660 m）という愛称が付いている。

### スポーツ広場
- 大型遊具「ふぉれすぽ」[新聞 1]（ちびっこ広場内[エリア 6]）
- 多目的広場[エリア 6]
- バスケットコート（3面：すべて3 on 3用。うち1面はゴールの背が低い[エリア 6]）

### デイキャンプの森
- バーベキュー広場
- キャンプ広場

備考
- 両広場とも事前予約が必要。
- 利用時間：10時00分 - 16時30分（火気は15時30分まで、水道は16時00分まで）
- 休場日：月曜（祝日となる日は翌日が休み）および年末年始（12月28日 - 翌年1月4日）

### お花見広場
- 広場
- 健康器具（遊具）[エリア 7]

備考
- 広場でグラウンドゴルフを楽しむことができる（要申請）。

### 池・川
- 川原池  - 公園の北側、プール及びロクハ荘の向かいにある池。この池に沿って「はつらつコース」という路（全長：約370 m）がある[エリア 8]。
- ロクハ池  - 公園の南側にある大きな池であり、北西側にロクハ浄水場がある。この池は公園名の由来となった池であり（先述）[4]、水鳥（マガモなど）の観察スポットを兼ねている[エリア 9]。
- ジャブジャブ小川  - 水浴びの場。「石わたり」という飛石の橋があり、動く石が4つ設置されている[エリア 10]。

### 散策路
- こもれびのみち - 1周約350 m[エリア 5]
- やすらぎのみち - 1周約1,000 m[エリア 5]
- さえずりのみち

### その他施設
- カブトムシ観察小屋[エリア 11]
- うさぎのおうち

（施設内マップ：）

## 入園料
- 無料[2]（プール（夏季のみ営業）は使用料が必要[エリア 1]）

## 長寿の郷ロクハ荘
1994年（平成6年）9月に開館した高齢者福祉施設であり、ロクハ公園の正面ゲートに隣接する。略称は「ロクハ荘」である。当初は草津市の直営事業であったが、1998年（平成10年）に草津市コミュニティ事業団へ運営権を委託し、2006年（平成18年）に同事業団が指定管理者となった。
当施設は高齢者福祉の増進を図ることを目的としており、温浴施設（お風呂）では「風呂の日」などのイベントを開催することがある。

### 施設
- 温浴施設（お風呂）
  - 大浴場、露天風呂
  - 小浴場    - お風呂（男湯・女湯）の入れ替えは1週間ごとに行われる[12]。
- 大広間
- 軽音楽室
- カラオケルーム
- 健康増進室
- 多目的ホール
- 娯楽室・図書室
- 軽食コーナー
- 調理室
- 会議室
- つどいの広場 くれよん - 3歳未満の子育て家庭が気軽に交流するための広場[13]。
- ロビー
- 中庭

（出典：ロクハ荘パンフレット (PDF)）

### 備考
- 草津市内の近隣地域から巡回バスを曜日限定で運行している（荒天および積雪時は運休することがある）。
- 入場料は無料であるが、温浴施設（お風呂）・軽音楽室・カラオケルームは有料となっている。

## アクセス

### 自動車
- 新名神高速道路
  - 草津田上インターチェンジ下車、約10分[2]
- 名神高速道路
  - 栗東インターチェンジ下車、約15分[2]
- 国道1号
  - 草津三丁目交差点から滋賀県道2号大津能登川長浜線を桐生・南郷方面へ進み、青地町交差点を右折。そこから直進して坂道を登る（青地町交差点から約1 km）[16]。

#### 駐車場
合計で400台を収容する。
- 北側（プール・ロクハ荘側）
  - 無料    - 「長寿の郷ロクハ荘」の駐車場を兼ねるが[17]、7月1日 - 8月31日は有料（17時00分以降は無料）となる[エリア 1]。
- 南側（スポーツ広場・お花見広場側）
  - 無料    - 17時00分以降は閉鎖[エリア 6][エリア 7]。

### バス
- JR琵琶湖線（東海道本線）・JR草津線草津駅より帝産湖南交通、「ロクハ荘」停留所下車。  - ロクハ荘行きを除く各路線は「青地西」停留所下車。青地町交差点（停留所付近にある交差点）から約1 km。

## プールの再整備に関して

### 計画の経過
2022年（令和4年）11月11日に発表したロクハ公園再整備事業で「供用開始から34年が経過し、レジャープールの老朽化について対応が必要となっている」という旨を発表し、それに併せてプールの再整備および公園整備の実施を検討することが発表された。
2023年（令和5年）7月10日にロクハ公園プール検討委員会の第1回会合が開かれ、プール劣化度の調査報告が行われた。同会では基本計画の策定方針および同スケジュールの制定も行われ、市民およびプール利用者にアンケートを実施して施設の満足度やリニューアルに関する意見を求めた。
2023年（令和5年）9月7日に第2回会合が開かれ、アンケートの調査結果の発表やプール再整備方針の素案およびゾーニングイメージ（再整備後の施設に関するプランのこと）を発表した。当プールは再整備方針の素案で「地域に愛されるレジャープールとしての機能向上と魅力向上」を基本方針としたため、ゾーニングイメージの作成には他のレジャープールにある施設を基にプランの制定が行われた。

### 備考
草津市は同市西大路町に草津市立プール（インフロニア草津アクアティクスセンター）の建設を行い、同プールは2024年（令和6年）8月1日に供用を開始した。草津市立プール（インフロニア草津アクアティクスセンター）は2025年（令和7年）に滋賀県で開催予定の第79回国民スポーツ大会（国スポ）および第24回全国障害者スポーツ大会（障スポ）の競技会場で水泳の競技会場として使用される予定である。なお、『ロクハ公園プール再整備方針（素案）』には屋内プールの機能が重複するため、用途を転換して新たなプール機能を導入することを方針として発表している。

## 関連施設
- ロクハ浄水場  - ロクハ池に隣接する浄水場（施設概要：[関連施設 1]）。
- 緑波（りょくは）くるみこども園  - 社会福祉法人幸栄会が運営するこども園[関連施設 2]。当公園の南西側にある。

## その他
- 当公園内には「うさぎのおうち」という小屋（先述）が設置されており、ウサギの飼育を行っている。2023年3月1日に西教寺（大津市坂本）で保護していたウサギを2匹引き取ったことは公式サイトや読売新聞で報じられた[24][25][新聞 2]。ちなみに、当公園では8匹のウサギを飼っていたことがあったが、前述したウサギを引き取る前は1匹しか飼っていなかった[新聞 2]。
- 園内で飼っているコイやウサギのエサやり体験用自販機があるが、ウサギのエサ専用機は設けられていない[26]。なお、2021年7月17日以降は平日（休園日を除く）もエサの販売を行っている[注 8][26]。